# Bahnhofsuhr

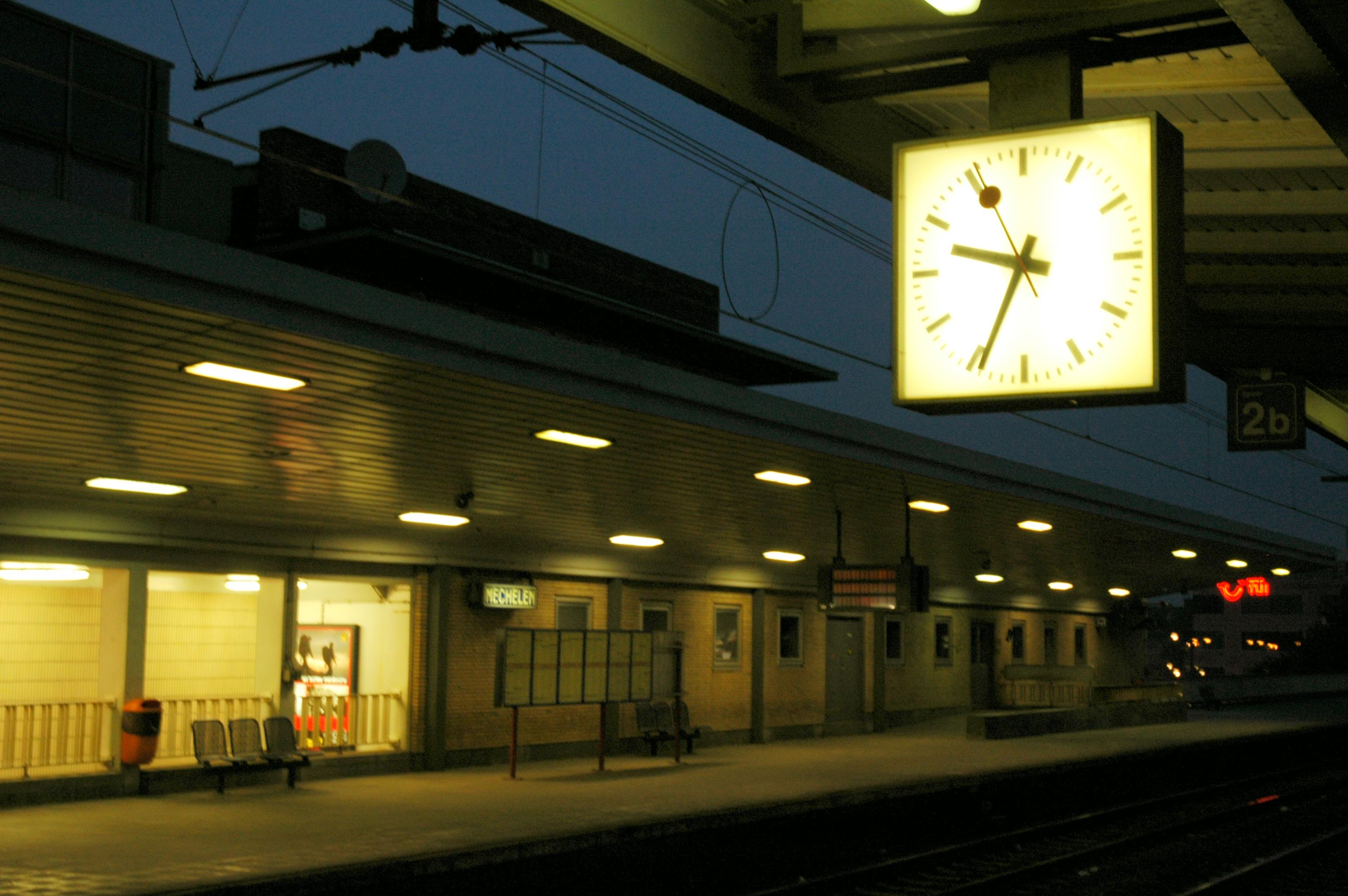
Uhr auf einem Bahnsteig in Mechelen

Eine Bahnhofsuhr ist eine Uhr auf dem Bahnhofsgelände, die Passagieren und Bahnpersonal die verbindliche Zeit für den Zugverkehr vorgibt.

## Geschichte

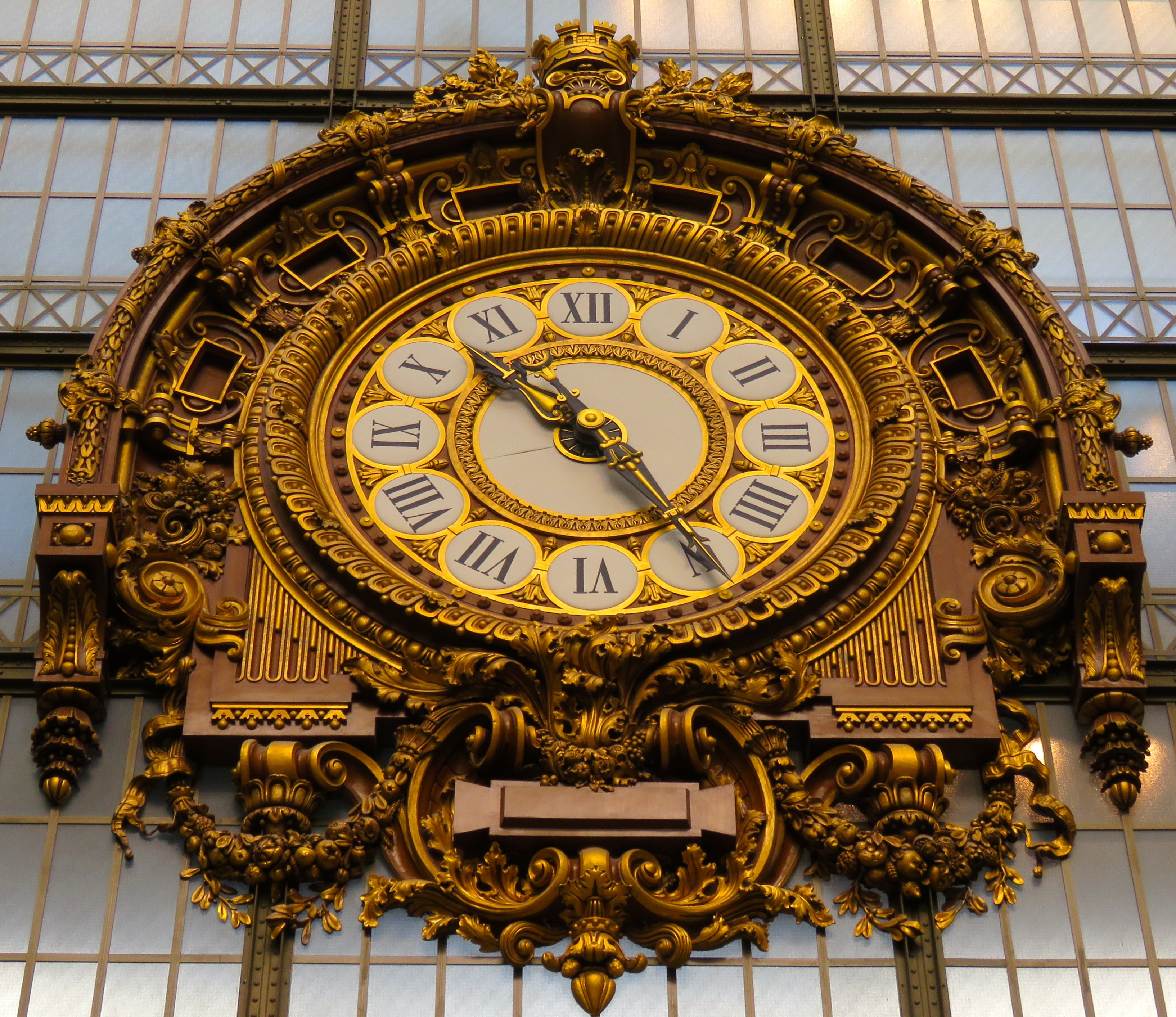
„La Grande Horloge“ im Musée d’Orsay, Paris

In der frühen Geschichte beispielsweise der Eisenbahnen in Deutschland wurden Mitte des 19. Jahrhunderts erstmals „Grundzüge für die Gestaltung der Eisenbahnen Deutschlands“ entwickelt: 1850 legte die Versammlung Deutscher Eisenbahn-Techniker in Berlin für die sich damals rasant verändernde Eisenbahn-Technik umfassende Gestaltungs-Richtlinien fest, die ein zweiter Kongress schon im Mai 1857 in Wien revidierte und ergänzte. Über die dort festgelegten Mindestanforderungen an Bahnhofsuhren für größere Stationen berichteten der Architekt Adolf Funk und der in Potsdam tätige Regierungs- und Baurat C. Hoffmann später in der Zeitschrift des Architekten- und Ingenieurvereins zu Hannover unter der Rubrik Bauwissenschaftliche Mittheilungen: „Die Bahnhofsuhr größerer Stationen muß vom Zugange zum Bahnhofe und von haltenden Zügen aus sichtbar sein.“

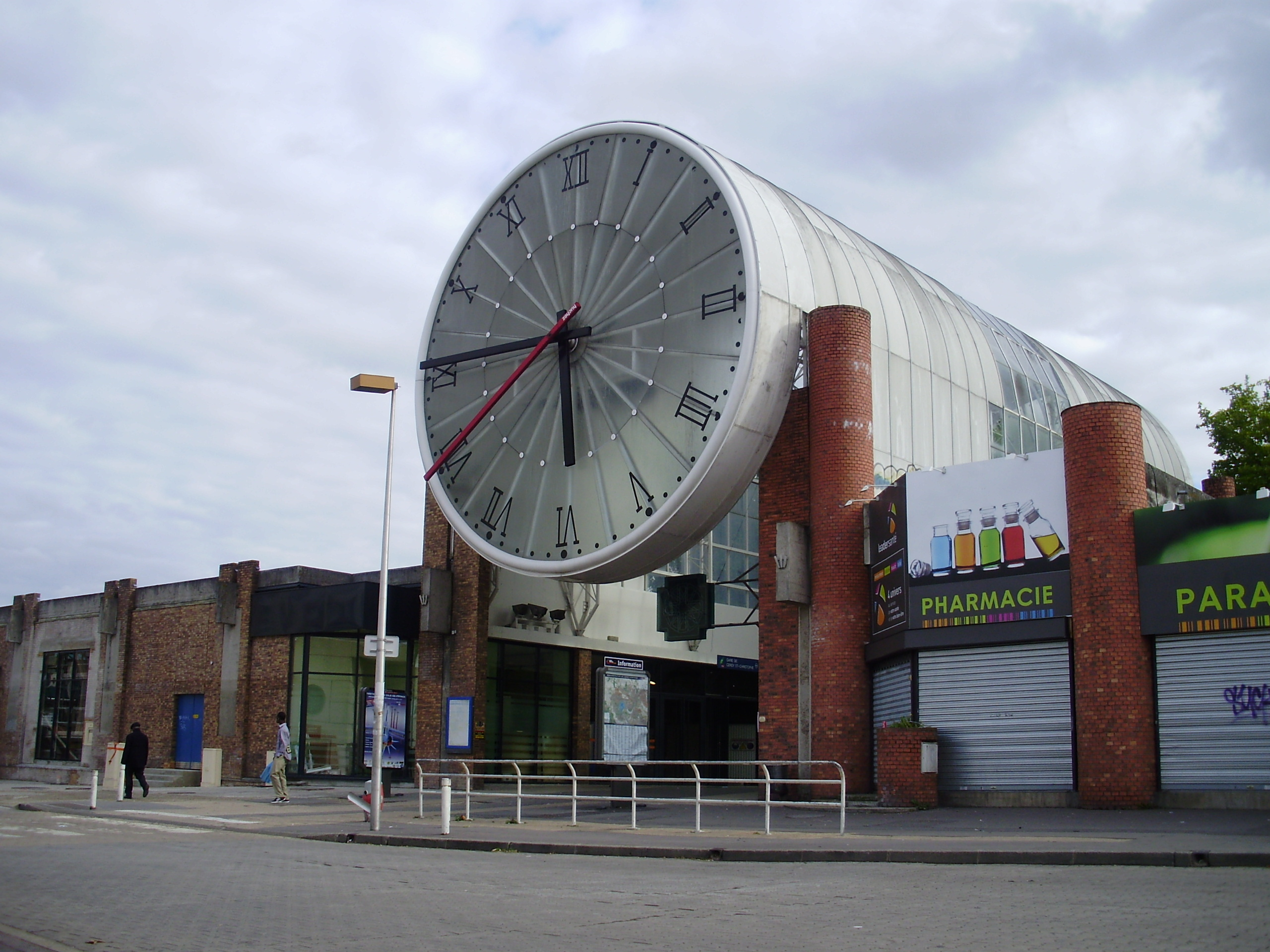
Uhr am Bahnhof Cergy-Saint-Christophe

Die größte Bahnhofsuhr Europas befindet sich am Bahnhof von Cergy-Saint-Christophe in Frankreich, die zweitgrößte am Bahnhof Aarau.

## Technik

Schweizer Bahnhofsuhr

Bahnhofsuhren waren meistens Minutensprunguhren. Auch heute noch werden sie oft von einer Mutteruhr bahnhofsweit gesteuert, die nur den Minutentakt vorgibt, indem sie jede Minute einen elektrischen Impuls an die Tochteruhren abgibt und damit den Minutenzeiger weiterbewegt.
Ein etwa vorhandener Sekundenzeiger wird von einem elektrischen Synchronmotor angetrieben, oder die Mutteruhr liefert zusätzlich einen Sekundenimpuls. Die minütliche Steuerung des Synchronmotors mit dem Minutenimpuls wurde zuerst in der Schweizer Bahnhofsuhr angewendet. Dabei läuft der Sekundenzeiger etwas schneller und wartet auf der 12-Uhr-Position auf den nächsten Minutenimpuls.
Die Mutteruhren in Deutschland werden über das DCF77-Funkzeitzeichen synchronisiert. Einige Bahnhofsuhren sind nicht an die Mutteruhr angeschlossen und besitzen stattdessen einen eigenen DCF77-Empfänger.
Als Besonderheit gibt es in St. Gallen eine Bahnhofsuhr, welche die Zeit nicht analog auf einem Ziffernblatt, sondern als Binäre Uhr anzeigt. Dabei werden Stunden, Minuten und Sekunden auf drei Zeilen in binärer Form dargestellt.
Siehe hierzu auch den weiterführenden Artikel Uhrenanlage.

## Design
Das Design der Bahnhofsuhren in Europa war früher recht unterschiedlich. Heute ähneln die meisten Uhren der vom Gestalter Hans Hilfiker 1944 entworfenen Schweizer Bahnhofsuhr. Die Uhren haben ein weißes, bei Dunkelheit beleuchtetes Zifferblatt mit schwarzen, balkenförmigen Stunden- und Minutenzeigern, sowie schwarzen Minutenbalken. Der etwa vorhandene Sekundenzeiger ist ein am Ende verdickter, sonst dünner roter Stab. So sind die Uhren von weitem gut ablesbar.
Die Deutsche Bahn AG hingegen benutzt eine Gestaltung des Zifferblattes, die ihren Ursprung in den 1930er-Jahren hat. Die Indizes auf den Positionen von 12, 3, 6 und 9 sind – anders als beim späteren Entwurf von Hilfiker – größer als die der restlichen Stunden. Dieses Zifferblattdesign wurde 1976 in der DIN 41091 festgehalten. Weiterhin wurden 1976 die spitzen Balkenzeiger in DIN 41092, der Sekundenzeiger mit dem Loch in DIN 41071-2 definiert. Vorher wurden die geschweiften Zeiger (vgl. Bild weiter unten) verwendet. Die mittlerweile blauen Zeiger der „deutschen“ Bahnhofsuhren weichen von diesen inzwischen zurückgezogenen Normen ab.
Die Österreichischen Bundesbahnen verwendeten bis vor wenigen Jahren ein eigenes Design ohne Sekundenzeiger, das den Bahnhofsschildern sehr ähnlich war. Mit der Einführung des neuen Wegleitsystems wurde die Form der neuen DB Uhren übernommen.

Ältere Europäische Bahnhofsuhren
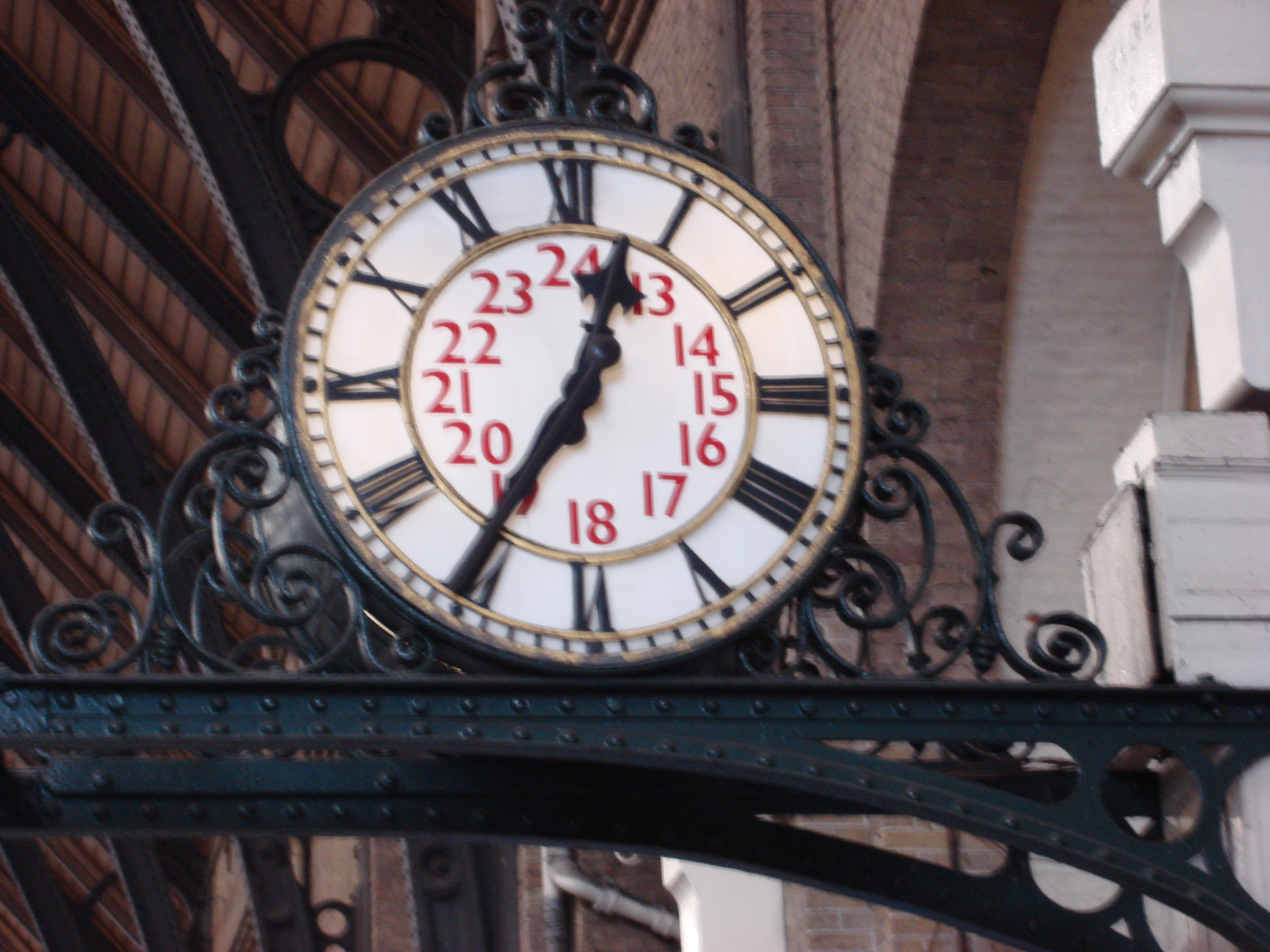
Bahnhof King’s Cross, London
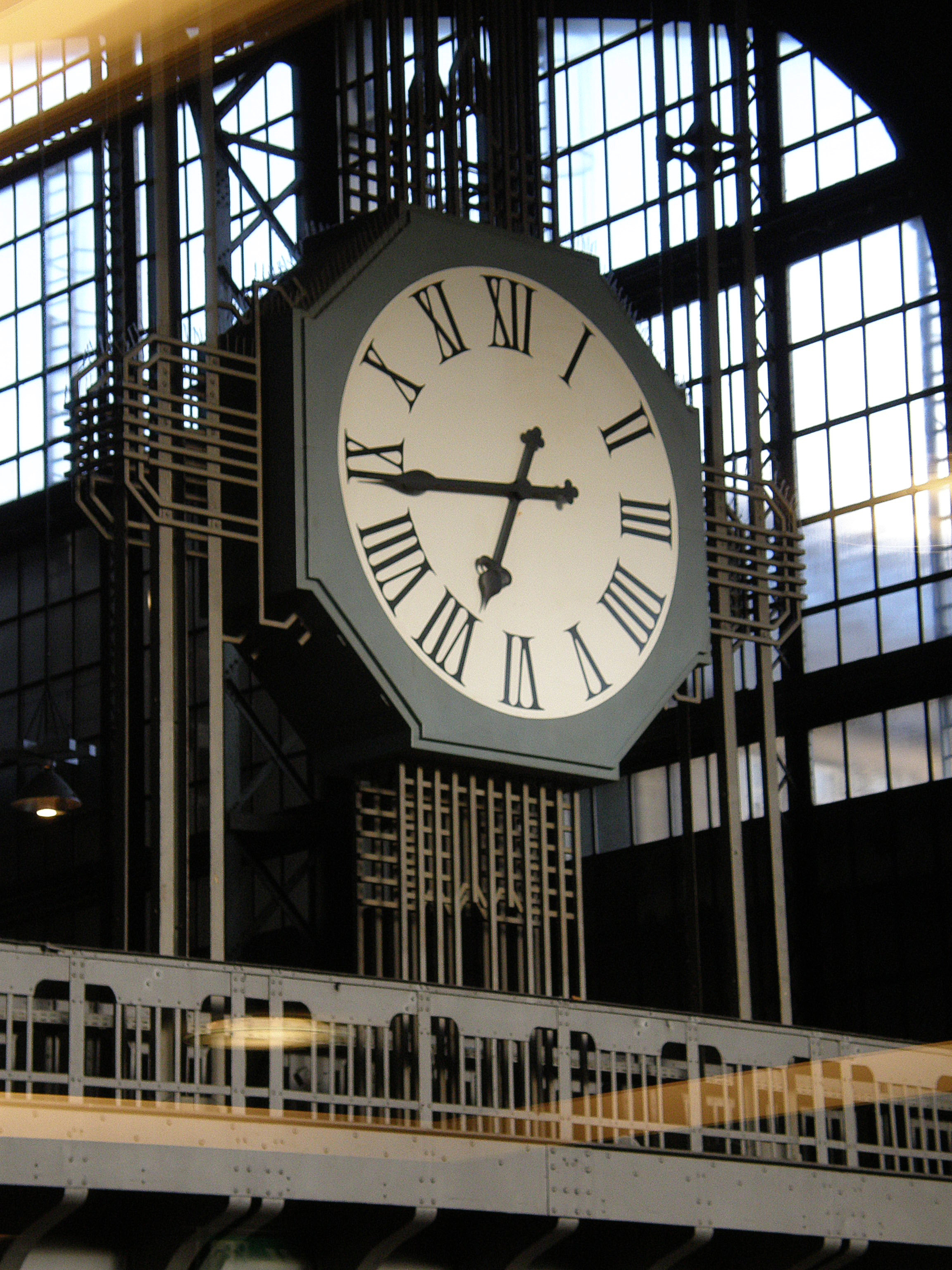
Hamburg Hauptbahnhof
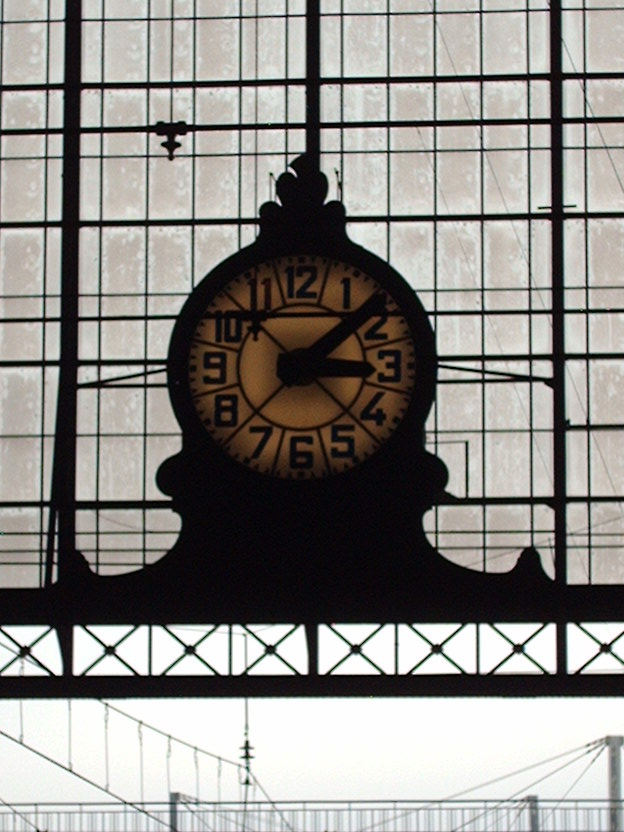
Bordeaux Saint-Jean
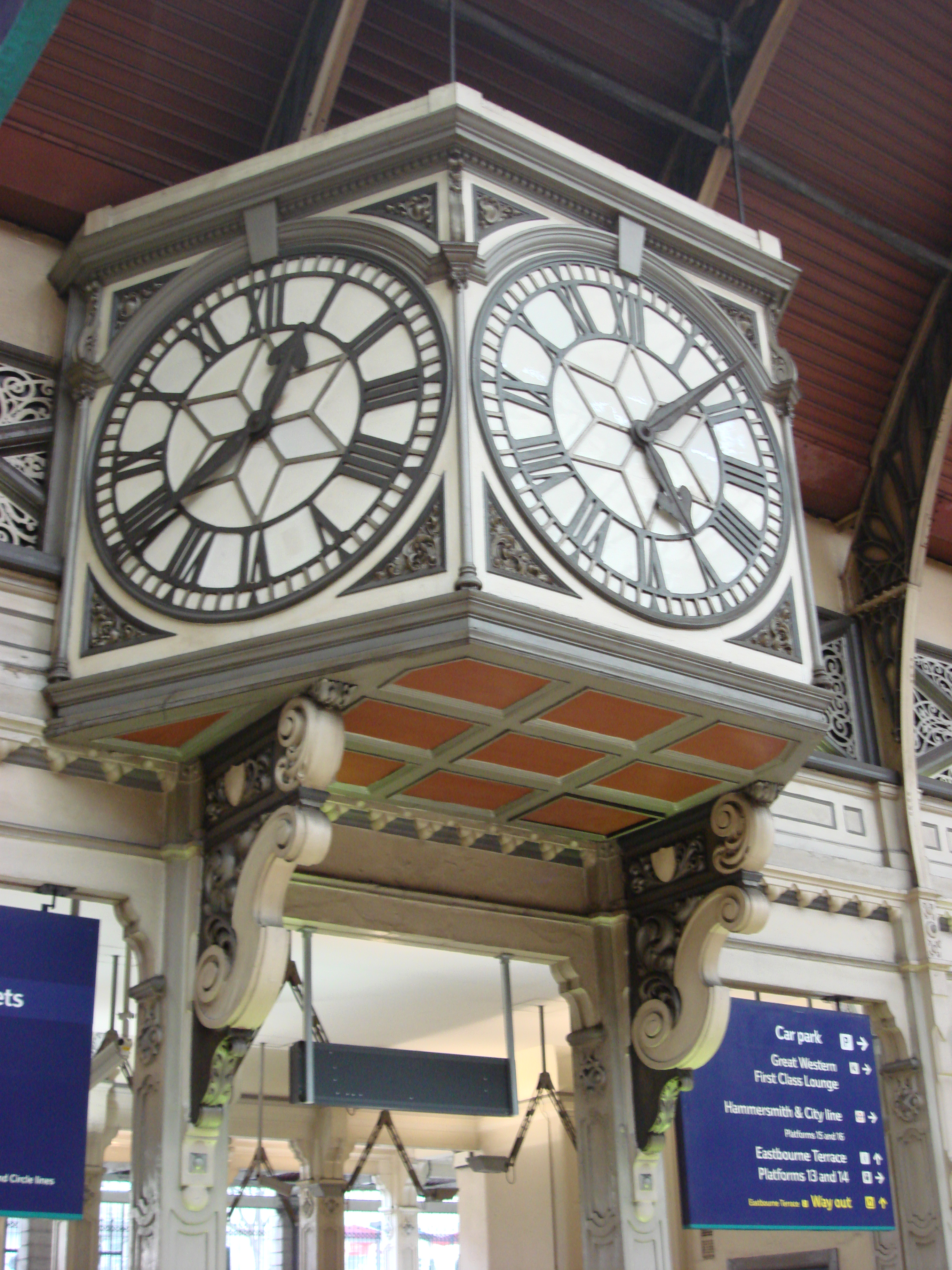
Paddington Station, London
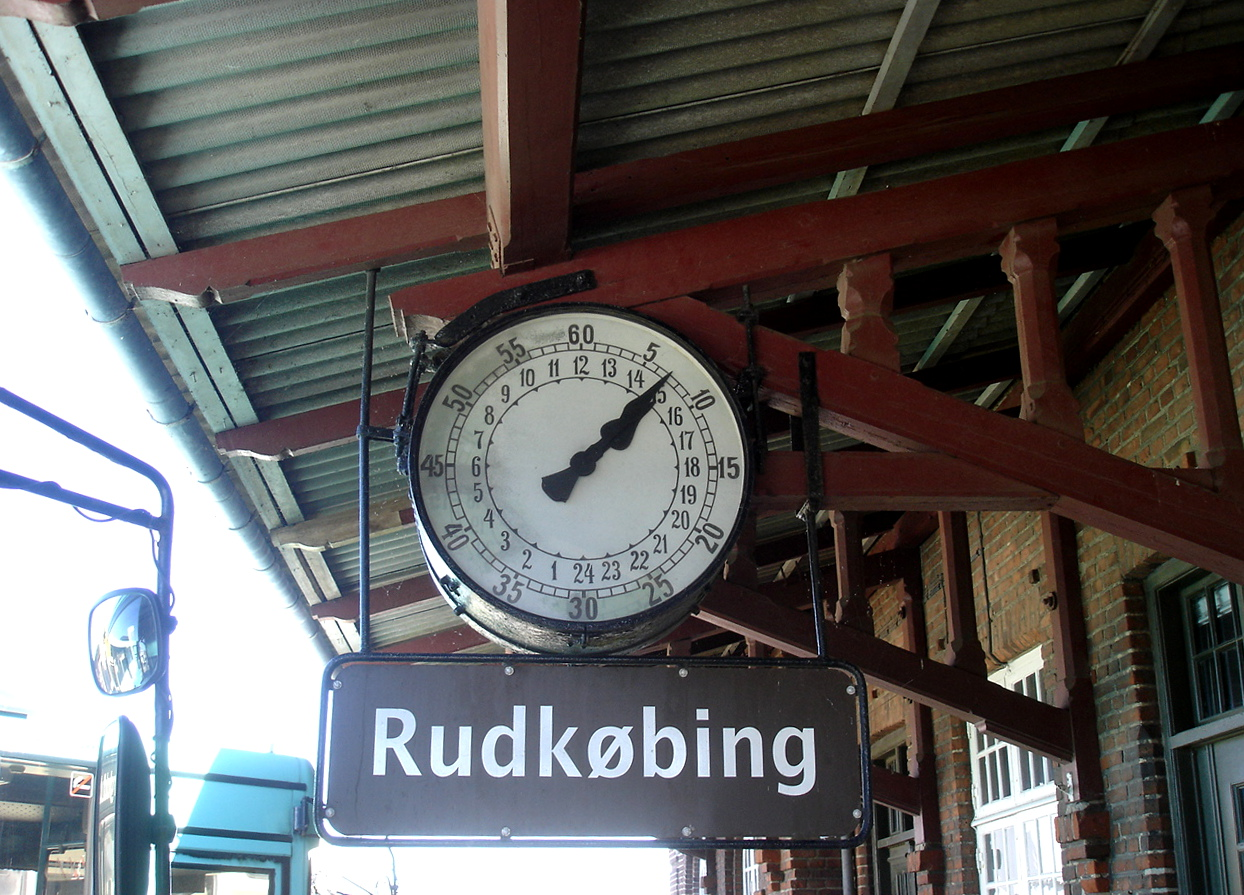
24-Stunden-Uhr Rudkøbing

Moderne Europäische Bahnhofsuhren
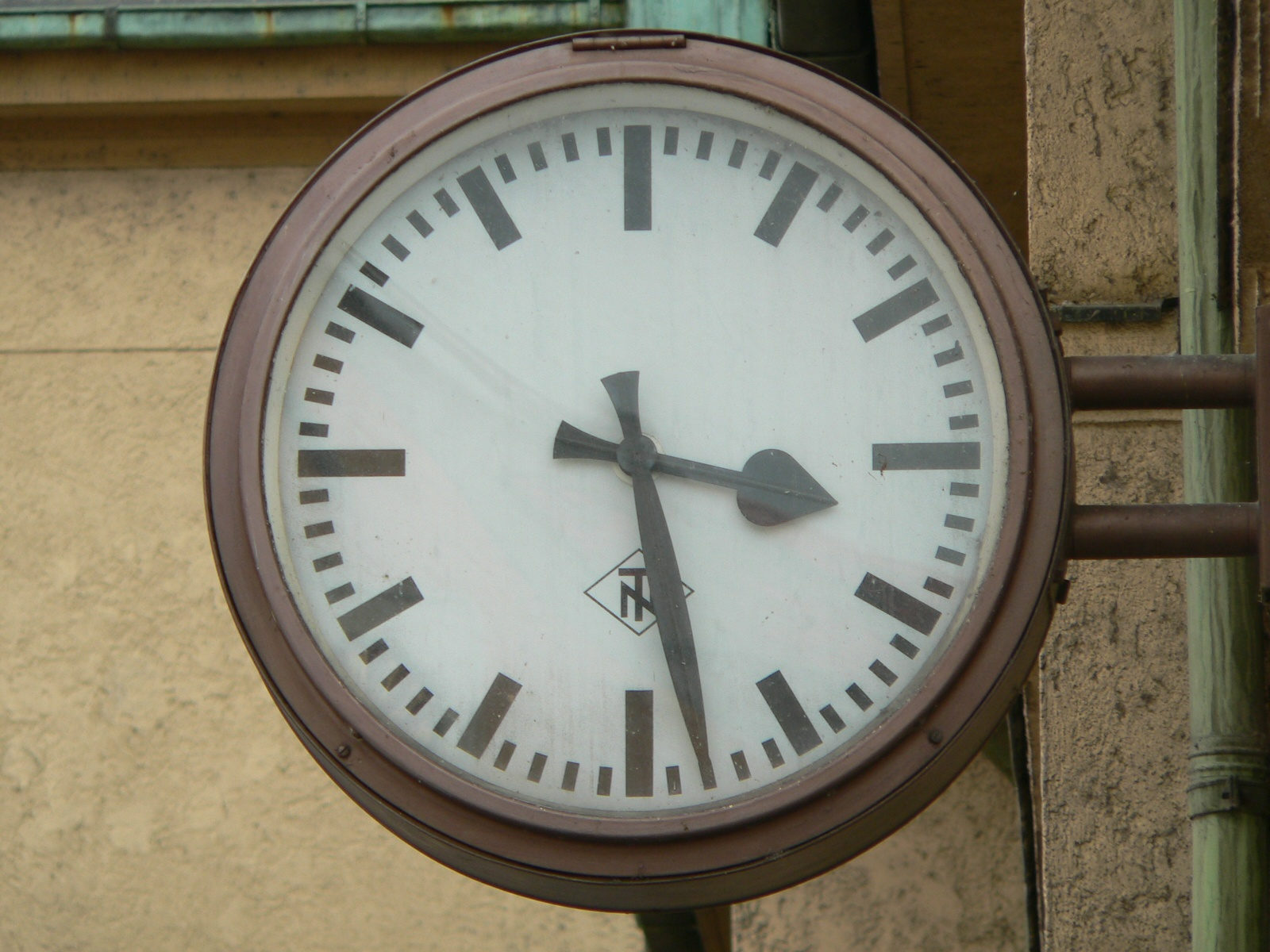
Runde Uhr, mit geschweiften Zeigern
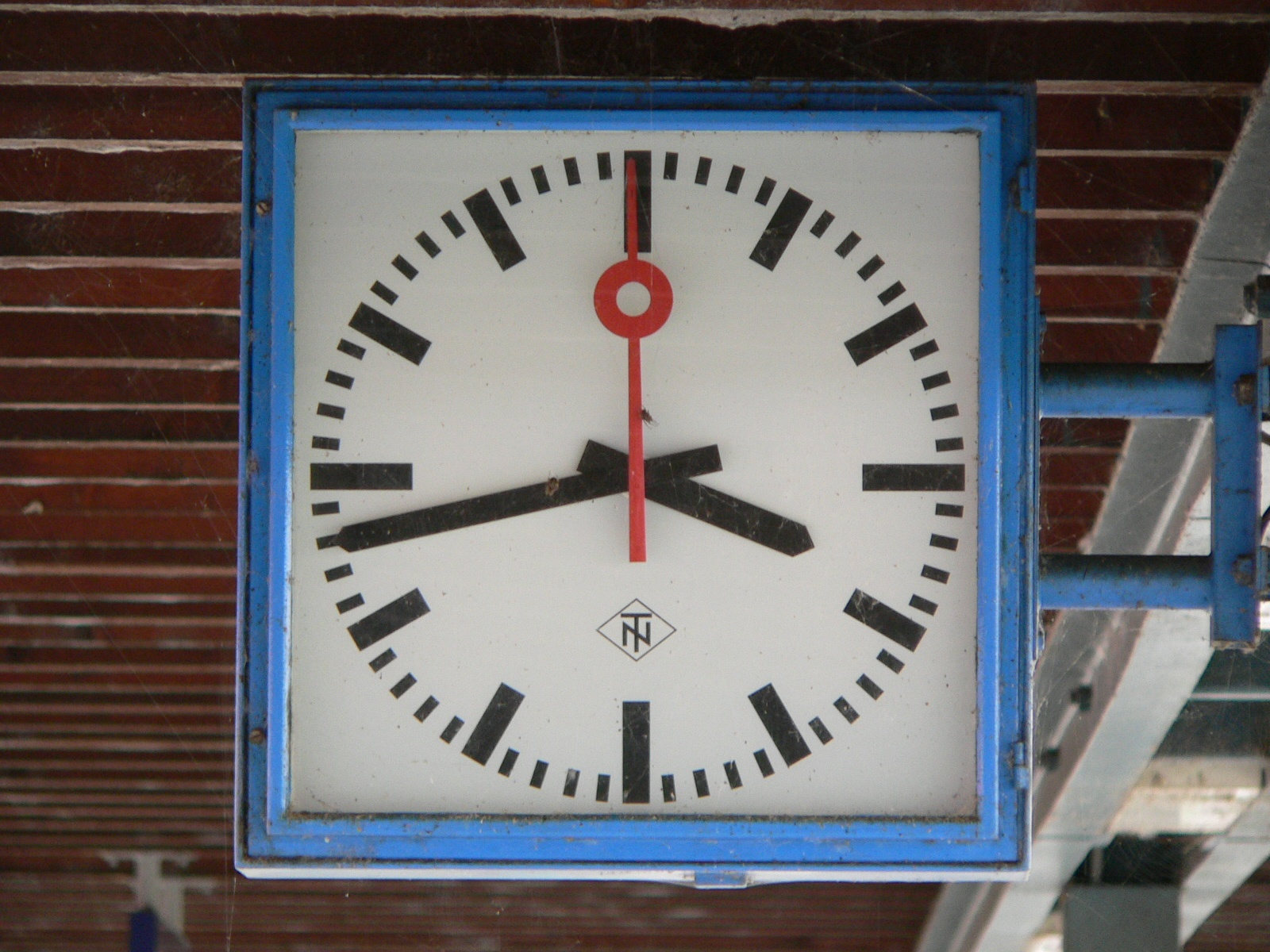
Eckige Uhr, mit spitzen Zeigern
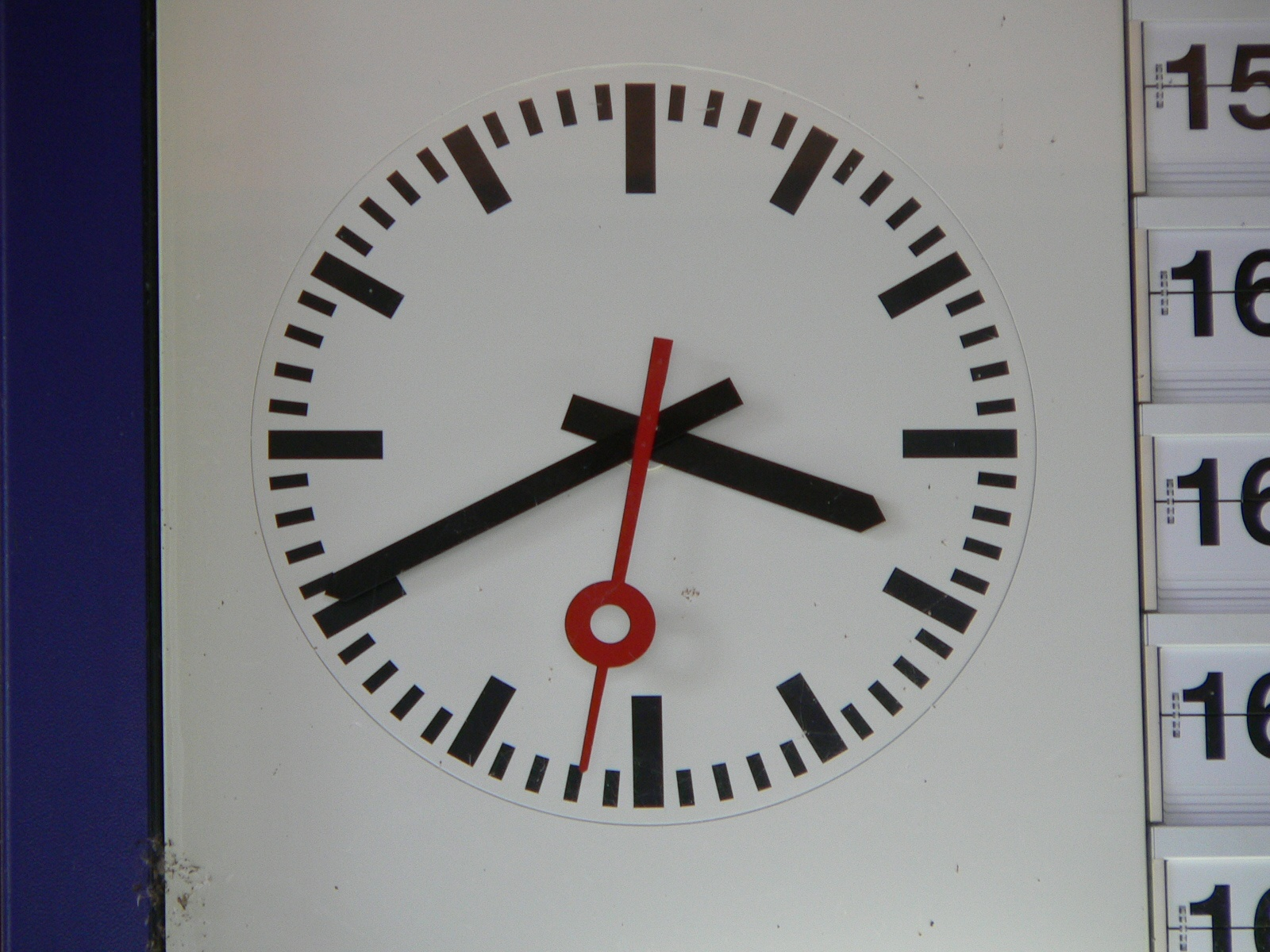
Uhr in Fallblattanzeigetafel und spitzen Zeigern
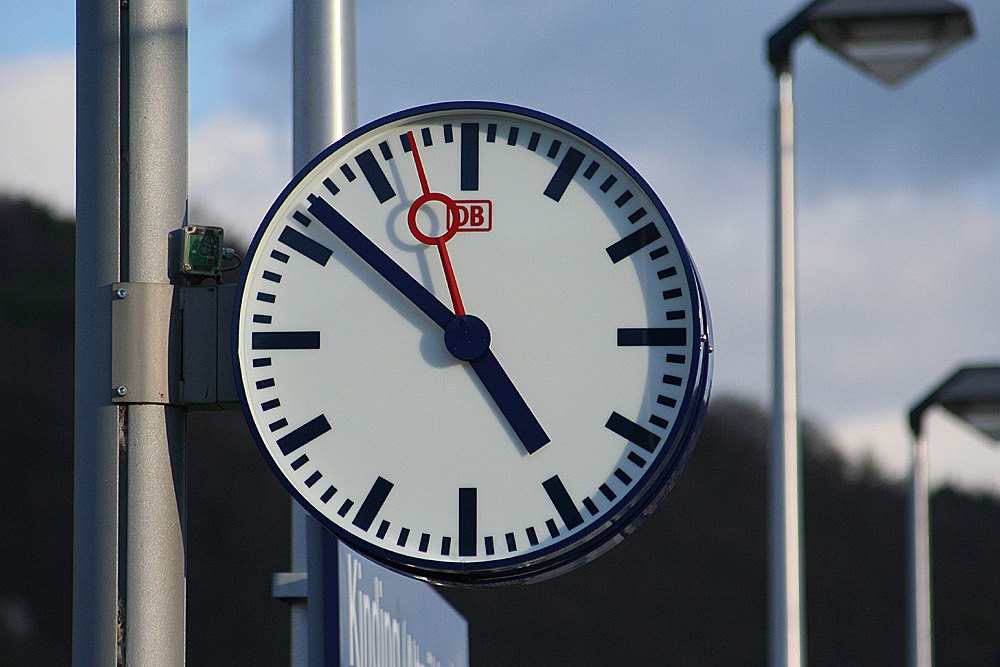
Aktuelles Design der Deutschen Bahn AG
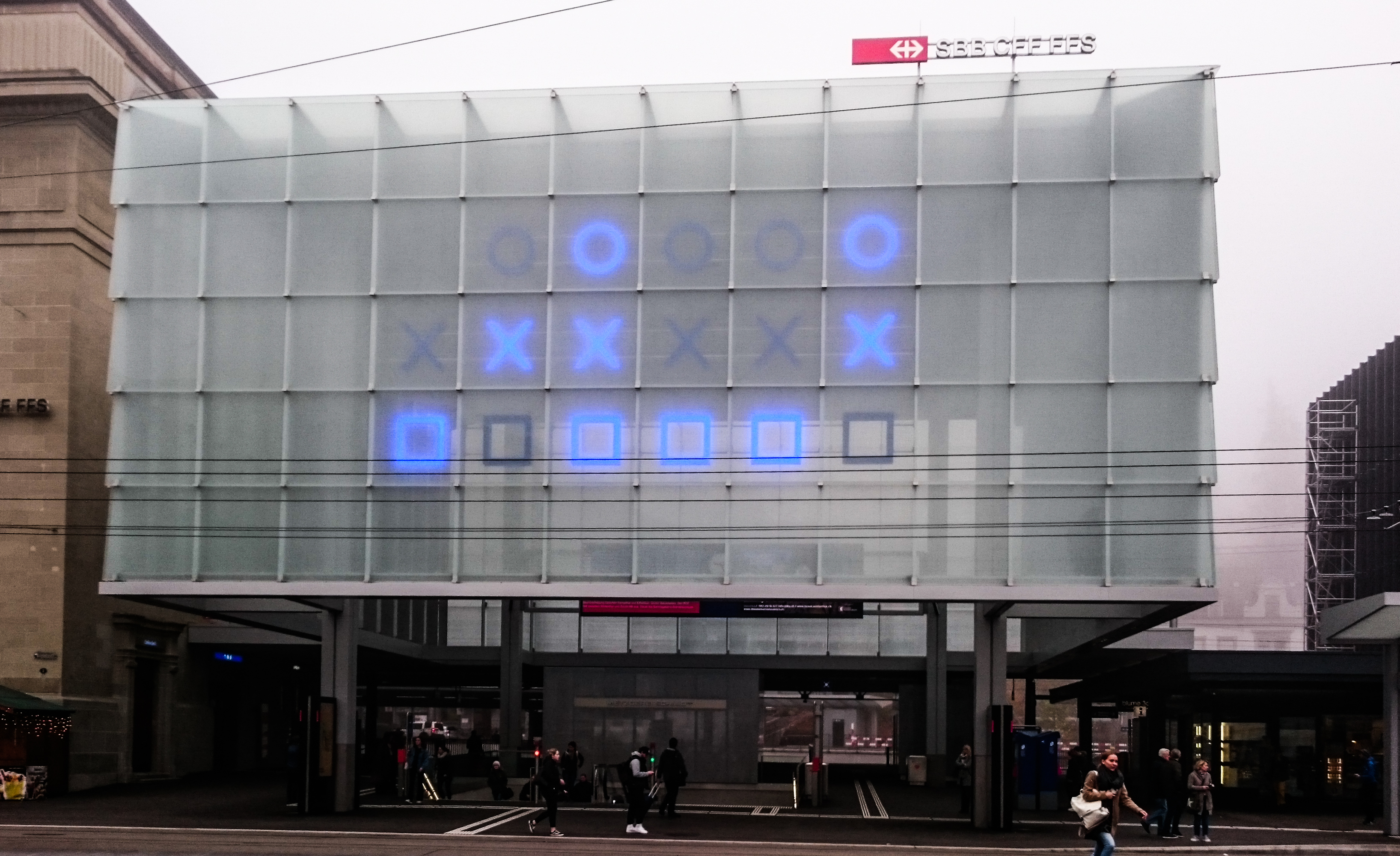
Binäre Anzeige (hier: 09:25:46 Uhr) an Fassade des Bahnhofs St. Gallen, Schweiz
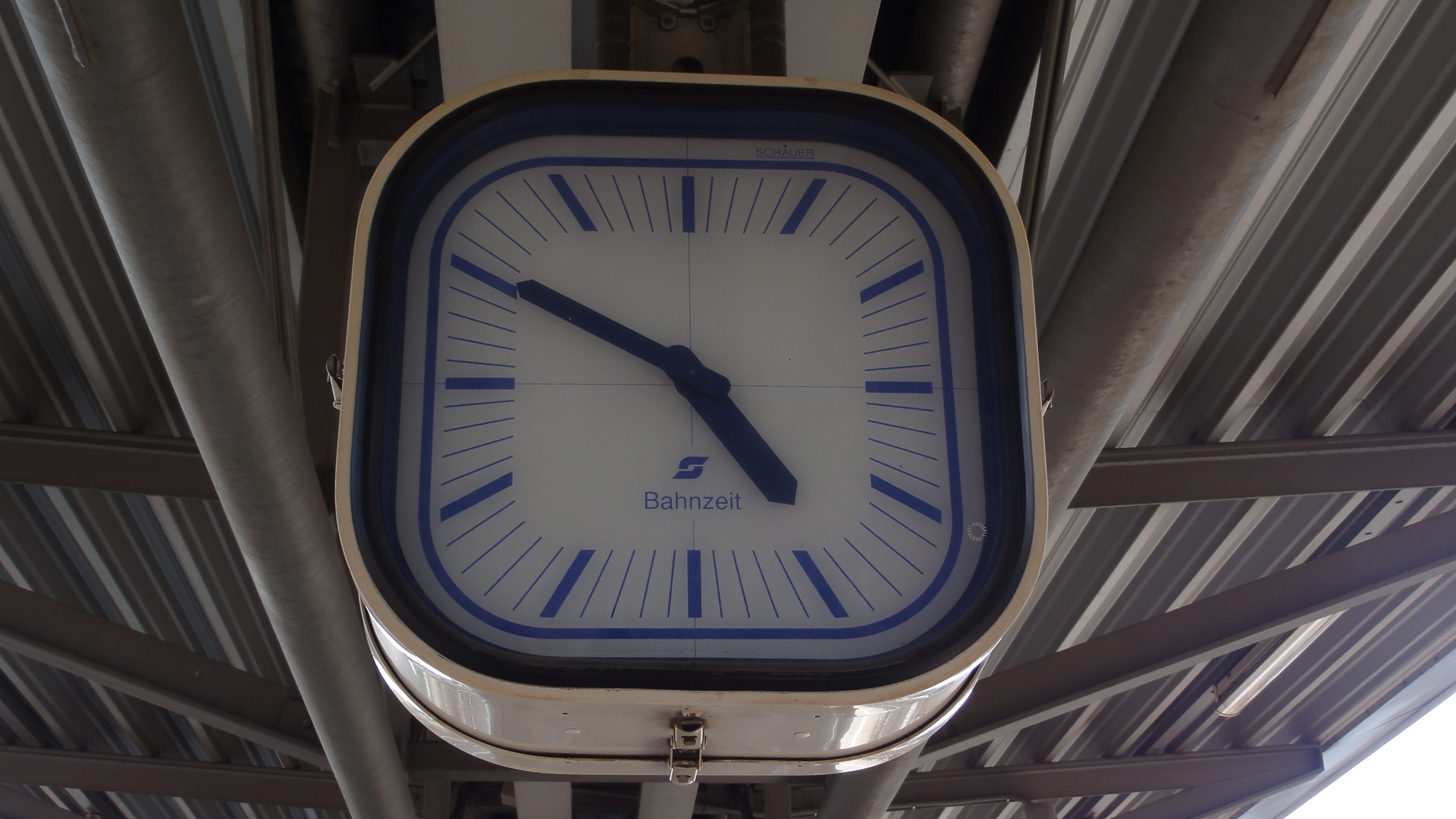
Bahnhofsuhr im ÖBB Design
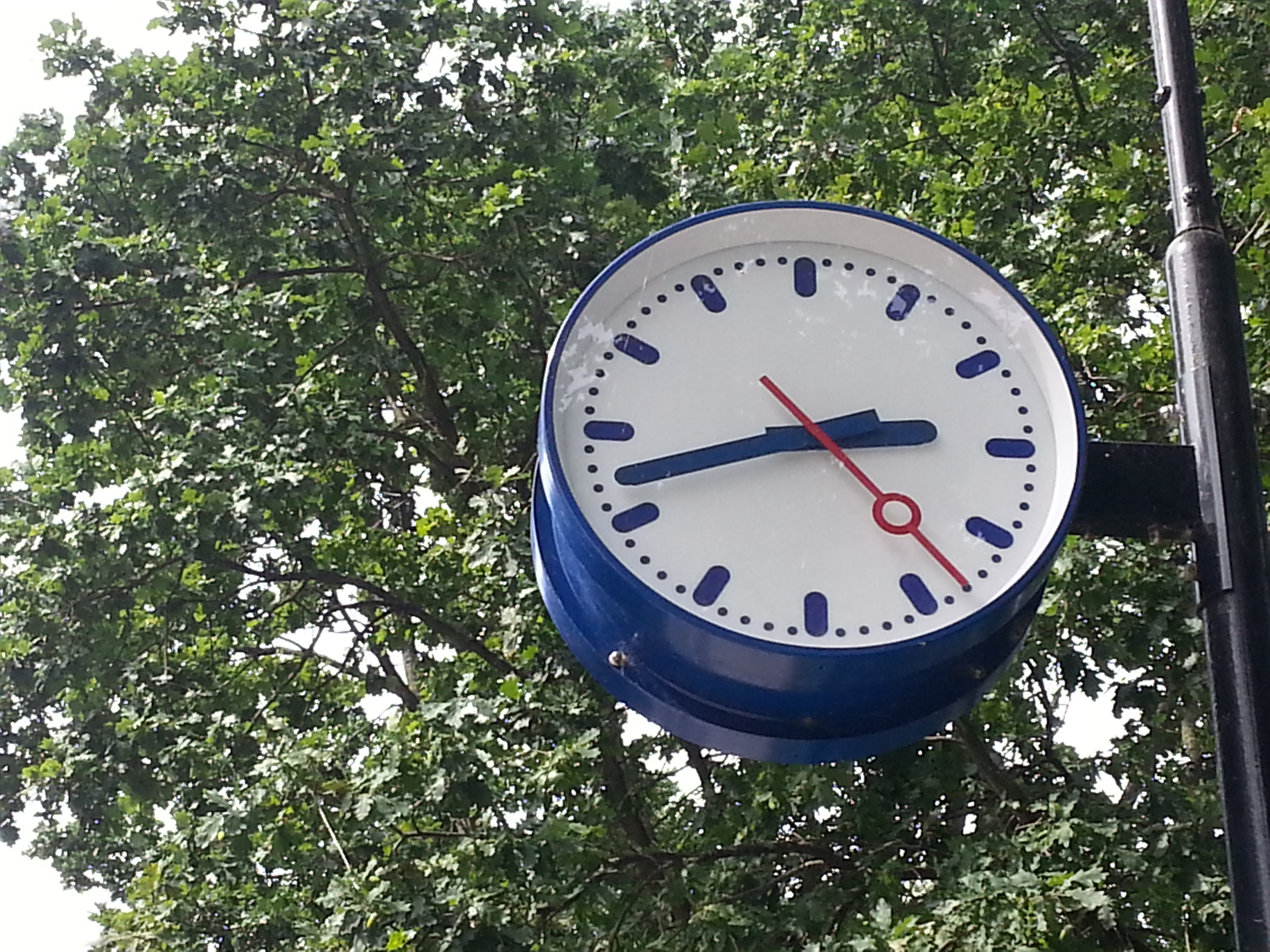
Aktuelles Design der Nederlandse Spoorwegen
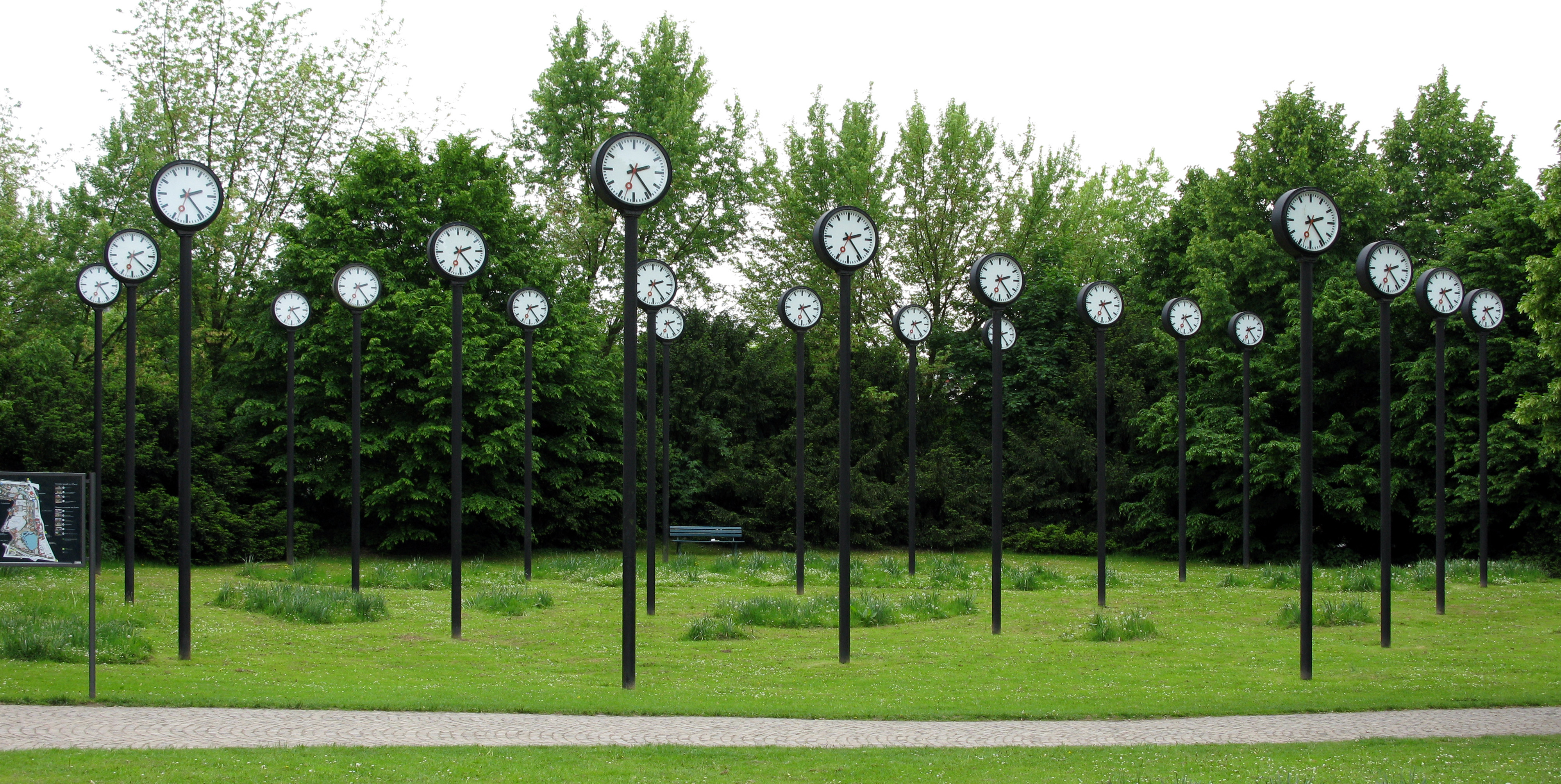
Zeitfeld von Klaus Rinke, Kunstinstallation mit Bahnhofsuhren in Düsseldorf

## Trivia
Die Pause des Sekundenzeigers auf der Schweizer Bahnhofsuhr wird im Lied Langsam der Wise Guys besungen. In dem Lied heißt es:

Immer oben bei der 12

Scheint der Zeiger zu verweilen

Um nach einer kurzen Pause

Seinem Rückstand nachzueilen.

Diese Darstellung ist jedoch technisch unkorrekt. Tatsächlich geht der Sekundenzeiger etwas vor, sodass die Pause auf 12 Uhr dazu dient, den Vorsprung abzubauen.